# ロータス・エミーラ
エミーラ（タイプ131、Emira）は、イギリスのロータス・カーズが開発したスポーツカーである。

## 概要
ロータスは2021年1月25日、同年限りでエリーゼ、エキシージ、エヴォーラの生産を終了すると発表。同時に後継となる新型スポーツカー「タイプ131」の開発計画を発表した。
2028年に80周年を迎えるロータスの変革を導く戦略計画「Vision80」の下で開発される新しいスポーツカーで、世界戦略車として世界中の主要なマーケットで販売することを見据え設計された。ロータスが配信したティザーイメージによれば、タイプ131には3種類のバリエーションが用意され、それぞれにエリーゼ、エキシージ、エヴォーラの後継車の役割が与えられるものとされている。
2021年5月1日、タイプ131の車名が「エミーラ」に決定し、ワールドプレミアを同年7月6日に行うことが発表された。
2021年7月6日（現地時間）に世界初公開。翌々日の7月8日に開幕したグッドウッド・フェスティバル・オブ・スピードにおいても展示された。
2022年10月9日、 ロータスの輸入元であるエルシーアイが、富士スピードウェイにおいて「JAPAN LOTUS DAY 2022」を開催し、生産モデルを日本初展示。
「エミーラ」とは古代言語で「司令官」「リーダー」を意味する語で、10年後に迎えるブランドの完全なる電動化による新時代を前に、「ロータス史上、最高で最後」の内燃機関を備えた新型スポーツカーということで命名された。ロータスは2020年代の後半に完全な電気自動車専門ブランドへ移行することを明言しており、エミーラは最後のガソリンエンジンを搭載したモデルになる見込みである。

## メカニズム

### シャシ
シャシの構造は、近年のロータスの流れを汲むアルミ押出材による接着式シャシを引き続き採用。シャシ自体は新規に設計されたものである。
エヴォーラが小さな後部座席を備えていたのに対し、エミーラは完全な2人乗りとなる。シート後方には容量208Lのラゲッジスペースを備えるほか、エンジンルームの後方にも容量151Lの独立したトランクルームを確保している。
シャシセッティングは、日常ユースでの快適な乗り心地とロータスらしいハンドリングを両立した「ツアー」のほか、よりダイナミックな動きに対応する「スポーツ」もオプションで用意。

### パワートレイン
エンジンは、テクニカルパートナーを務めるメルセデスAMGが開発したM139型 2.0 L 直列4気筒ターボエンジンと、エキシージ及びエヴォーラで実績のあるトヨタ自動車製2GR-FE型 3.5 L V型6気筒スーパーチャージャーエンジンの2種類が用意される。スペックは最高出力365～405 ps、最大トルク43.8 kgm（いずれも目標値）。パフォーマンスは0～100 km/h加速4.5秒未満、最高速290 km/h（いずれも目標値）。
トランスミッションは、2.0 L車が8速DCTを搭載。3.5 L車は標準の6速MTに加え、オプションでパドルシフト付きの6速ATも選択できる。
ホイールは20インチで、グッドイヤー製の「イーグルF1」スーパースポーツタイヤが標準装備。オプションでミシュラン製の「パイロットスポーツカップ2」も用意される。
パワーステアリングは、昨今の多くのスポーツカーで移行が進められている電動式でなく、従来モデルと同様に油圧式を採用している。

### エクステリア
デザインは先んじて発表していたEVハイパーカー「エヴァイヤ」の影響を強く受けており、エッジをシャープに仕上げたボンネット、後部に向かって引き締められたキャビンなどを採用。ドアは「アーティスティックシェイプセクション」と呼ばれる複雑な曲面で構成されており、ドアを通して空気の流れをリアホイール前のインテークに導くことで、エンジンの吸気や冷却を担っている。
縦型のヘッドライトはオールLEDで、エヴァイヤと同じく翼にインスパイアされた「ツインブレードデザイン」を採用している。ボンネットには新しいロータスのロゴが配され、エミーラのネームバッジはCピラーに配置された。
リアにはロータスのワードマークが組み込まれたバンパーがボディ同色パネルの上にレイアウトされる。両端にはホイールアーチからの空気を排出するベントが設けられた。マフラーはナンバープレートの両側に配置。その下にディフューザーを装備している。

### インテリア
インテリアは従来モデルとは全く異なるデザインで、ステアリングホイールはそれまでのモデルではほぼ真円だったが、フラットボトムタイプのD字型に変更された。
メーターパネルは12.3インチの液晶スクリーンとし、ダッシュボード中央にも10.25インチのタッチ式スクリーンを配置。Android AutoやApple CarPlayに対応する。
また従来のロータスでは設定のなかった、アダプティブクルーズコントロールや衝突防止システム、疲労感知アラーム、道路標識情報、車速リミッター、車線逸脱防止支援システム、後退時安全確認警告機能、車線変更支援といった先進運転支援システム（ADAS）も装備している。

## エミーラGT4
2021年9月8日に発表されたエミーラのGT4レーシングカー。エンジンはトヨタ製3.5L V6エンジンにスーパーチャージャーを組み合わせる。2023年6月13日に生産が開始された。最高出力は発表当時の405PSから455PSに引き上げられ、最大トルクは51kgmを引き出す。

## 販売
2022年春の販売を開始した。3.5Lエンジンを搭載した初回限定モデル「ファーストエディション」から生産を開始し、2022年11月30日にはイギリス本社で顧客に第一号車を納車した。新車を直接納車するのはロータス初の試みで、ファクトリー・コレクションと呼称される。
日本では2021年10⽉29⽇、ロータスの正規代理店であるエルシーアイが全国の販売店において「V6ファーストエディション」の受注を開始。車両本体価格は消費税込で1,353万円。なお「ファーストエディション」ではADASの搭載は見送られ、2022年夏以降にオプションとして段階的な発表を予定している。
2022年4⽉22⽇、直列4気筒エンジン搭載の「ファーストエディション」を追加。車両本体価格は消費税込で1,386万円。生産開始は2023年1月以降を予定。